# Cilegon
Cilegon (ook wel Tjilegon) is een havenstad en een stadsgemeente (kota) binnenin de provincie Banten in het westen van Java, Indonesië.
In de stad bevindt zich de grootste Indonesische staalproducent, PT Krakatau Steel.

## Onderdistricten
Kota Cilegon is opgedeeld in acht onderdistricten (kecamatan) weergegeven met hun populaties bij de volkstelling van 2010:

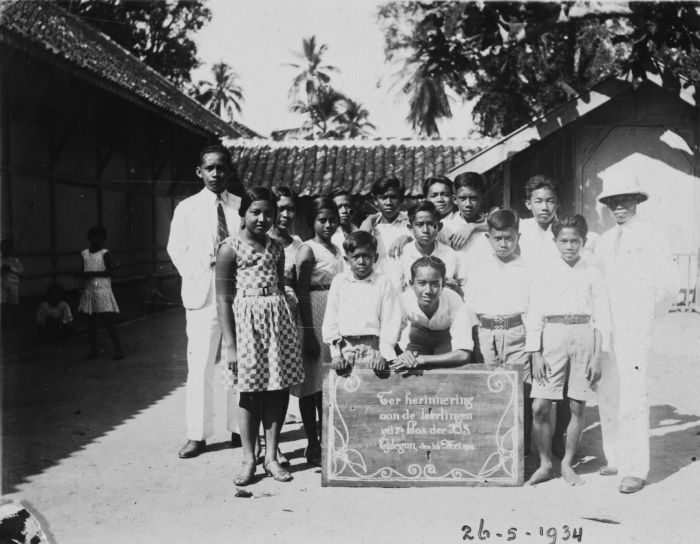
Groepsportret van leerlingen van de H.I.S. in Tjilegon, West-Java.

- Cibeber(46,608)
- Cilegon (39,465)
- Citangkil (65,073)
- Ciwandan (42,921)
- Grogol (38,538)
- Jombang (60,415)
- Pulomerak (Pulo Merak) (43,060)
- Purwakarta (38,479)

Stadsgemeenten: Cilegon · Serang · Tangerang · Zuid-Tangerang

Regentschappen: Lebak · Pandeglang · Serang · Tangerang